# René Christensen (fodbolddommer)
 Der er flere personer med dette navn, se René Christensen (flertydig).
René Christensen (født 2. august 1969) er en tidligere dansk fodbolddommer. 
Han dømte i Superligaen fra 2001 til 2006, hvor det i alt blev til 63 kampe i landets bedste fodboldrække. Hans debutkamp i Superligaen var den 19. august 2001 i kampen mellem Viborg FF og Vejle BK, der endte 1-2.
Christensen stoppede som dommer i Superligaen, da Dansk Boldspils-Unions Elitedommergruppe valgte ikke at forlænge elite-samarbejdet med ham i sommeren 2006. Christensen ønskede selv for sin del at stoppe som dommer af private årsager.Siden hen arbejdede han på Koldby skole 